# Edgard Salvé
Edgard Salvé (* 1. August 1946 in Bensberg) ist ein ehemaliger belgischer Mittel- und Langstreckenläufer.
Über 1500 Meter wurde er bei den Europäischen Hallenspielen 1967 in Prag Fünfter und erreichte bei den Olympischen Spielen 1968 in Mexiko-Stadt das Halbfinale. 1969 siegte er bei den Europäischen Hallenspielen in Madrid und wurde Vierter bei den Europameisterschaften in Athen. Bei den Halleneuropameisterschaften 1970 in Wien wurde er Siebter.
1971 schied er bei den Halleneuropameisterschaften in Sofia über 1500 und 3000 Meter im Vorlauf aus. Auch bei den Olympischen Spielen 1972 in München kam er über 1500 Meter nicht über die erste Runde hinaus.
1973 scheiterte er bei den Halleneuropameisterschaften in Rotterdam im Vorlauf über 1500 Meter und kam bei den Crosslauf-Weltmeisterschaften in Waregem auf den 40. Platz. Bei den Halleneuropameisterschaften 1975 in Katowice wurde er Siebter über 3000 Meter.

## Persönliche Bestzeiten
- 1500 m: 3:39,9 min, 20. September 1969, Athen
- 1 Meile: 3:57,4 min, 24. September 1969, Berlin
- 3000 m: 7:54,0 min, 15. Mai 1974, Brüssel